# Госсель
Госсель (нем. Gossel) — община в Германии, в земле Тюрингия. 
Входит в состав района Ильм. Подчиняется управлению Оберес Гераталь.  Население составляет 494 человека (на 31 декабря 2010 года). Занимает площадь 13,52 км².

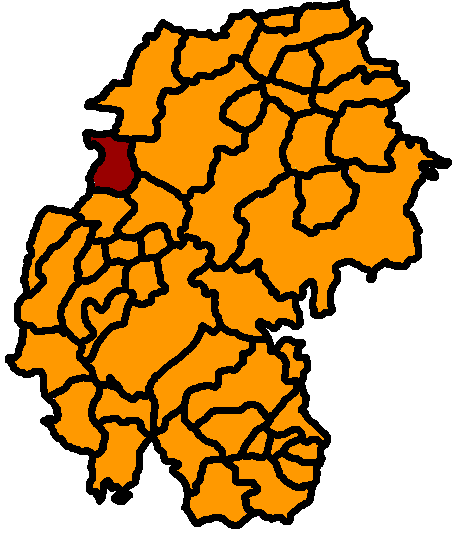
Госсель